# 544 Dywizja Grenadierów (III Rzesza)
544 Dywizja Grenadierów Ludowych – niemiecka dywizja z czasów II wojny światowej.
Sformowana w na poligonie Grafenwöhr na mocy rozkazu z 10 lipca 1944, w 29. fali mobilizacyjnej w XIII Okręgu Wojskowym. Powstała przez przekształcenie 544 Dywizji do Zadań Specjalnych. Weszła w skład LIX Korpusu Armijnego.

## Dowódcy dywizji
- gen. por. Werner Ehrig (15 lipca 1944 – 8 maja 1945)

## Struktura organizacyjna
Stan w lipcu i październiku 1944:
- 1082 pułk grenadierów,
- 1083 pułk grenadierów,
- 1084 pułk grenadierów,
- 1544 pułk artylerii oraz 1544. batalion pionierów, 544. dywizyjna kompania fizylierów, 1544. oddział przeciwpancerny, 1544. oddział łączności, 1544. polowy batalion zapasowy